# Arts décoratifs victoriens
 (septembre 2024).
Si vous disposez d'ouvrages ou d'articles de référence ou si vous connaissez des sites web de qualité traitant du thème abordé ici, merci de compléter l'article en donnant les références utiles à sa vérifiabilité et en les liant à la section « Notes et références ».

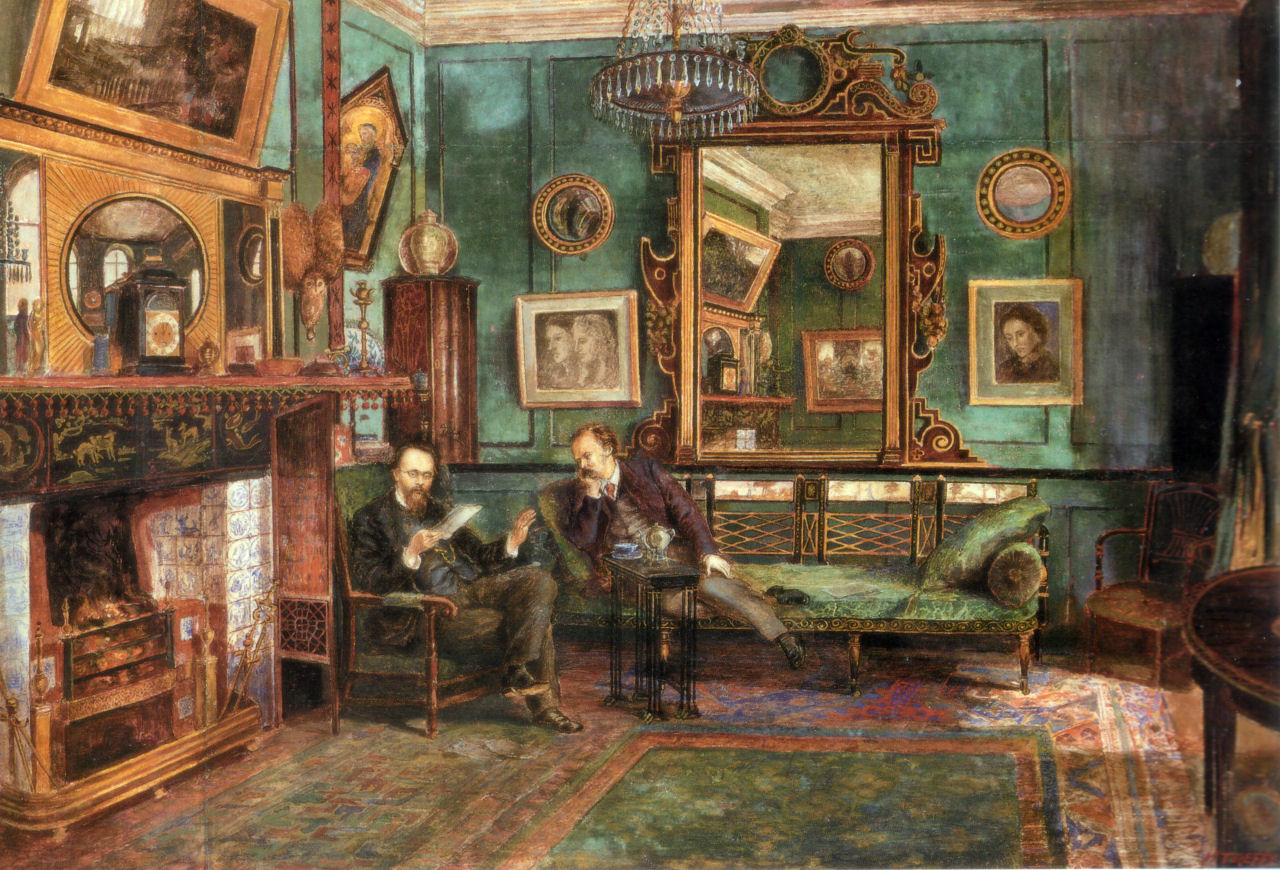
Intérieur victorien. Salle de dessin de Dante Gabriel Rossetti, 1882, par Henry Treffry Dunn

Les arts décoratifs victoriens se réfèrent aux arts décoratifs durant l’époque victorienne. Les arts décoratifs victoriens sont éclectiques. L’époque victorienne est connue pour la réinterprétation du style gothique en style néogothique. On voit aussi des influences moyen-orientales et asiatiques. 

## Murs et plafonds
Le choix de la couleur des murs intérieurs d'une maison victorienne était basé sur l'usage de la pièce. Les halls d'entrée et d'escalier étaient peints couleur gris sombre pour ne pas rivaliser avec les pièces adjacentes. La plupart des gens marbraient les murs et les boiseries. Il était aussi commun de donner un effet "blocs de pierre" aux murs en plâtre. Des finitions marbrées ou granuleuses se faisaient fréquemment sur les portes et les boiseries. On donnait un effet granuleux pour imiter les bois de plus haute qualité, plus difficiles à travailler. Il y avait des règles spécifiques pour le choix des couleurs d'intérieur et leur placement. La théorie de "l'harmonie par analogie" était d'utiliser des couleurs proches les unes des autres sur la palette des couleurs. La théorie de "l'harmonie par contraste" était d'utiliser des couleurs opposées sur le cercle chromatique.
Sur les plafonds de 2,4 à 4,2 m, la couleur était celle des murs diluée trois fois et avait généralement une grande qualité ornementale, de par le goût de l'époque pour ce type de décoration.

## Mobilier
Il n’y a pas de style de mobilier dominant dans les maisons de la période victorienne. Les designers ont utilisé et modifié beaucoup de styles de différentes périodes de l’histoire comme les styles gothique, élisabéthain, rococo et néoclassique. Les styles néogothique et neo-rococo étaient les plus communs.

## Papier peint

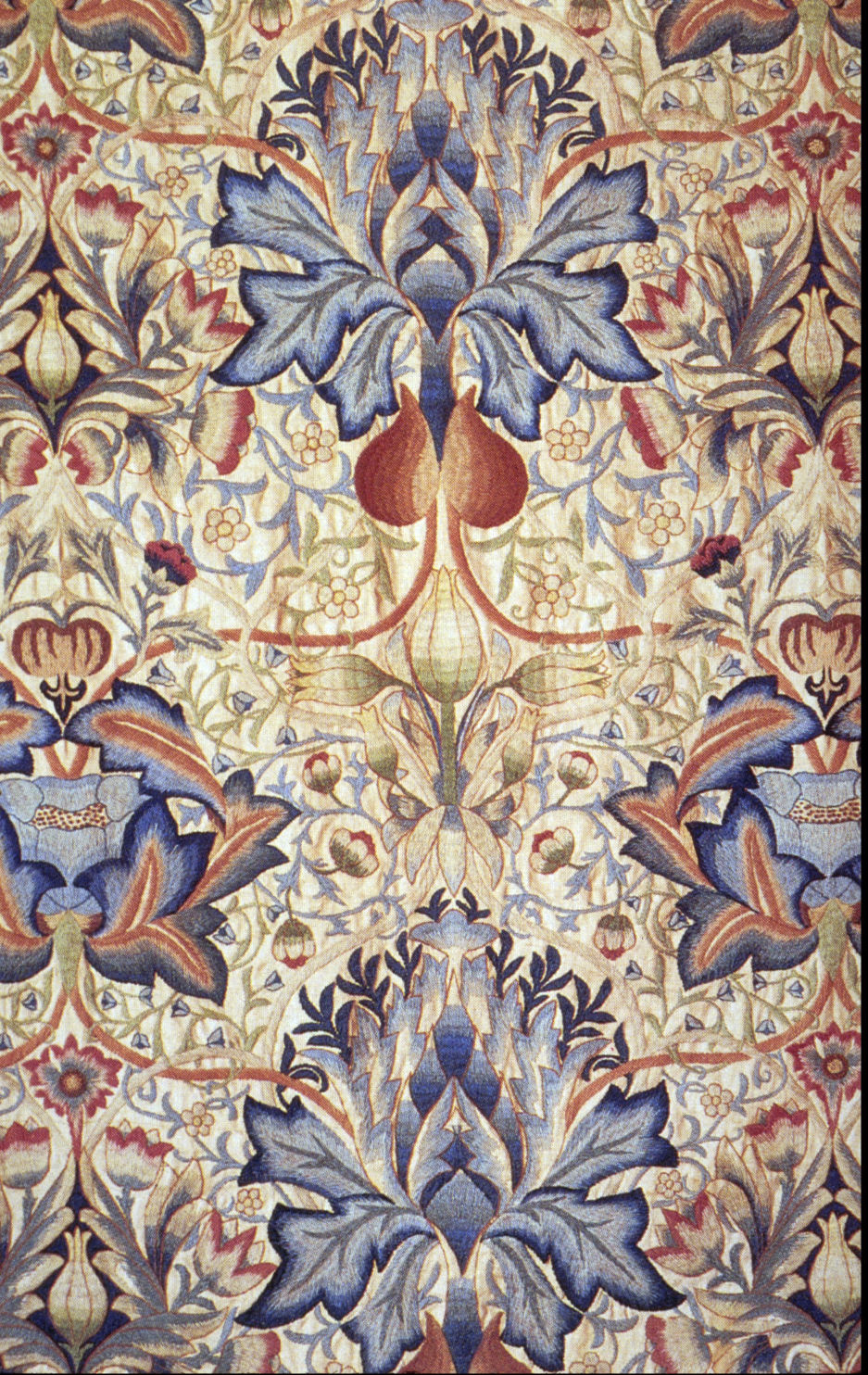
Acanthus, panneau brodé, créé par Morris, 1890

Les papiers peints sont souvent décorés de motifs floraux avec des couleurs primaires en arrière-plan et surchargés en couleurs crème et hâlé. William Morris fut l’un des plus influents créateurs de papiers peints et tissus durant la seconde moitié de la période victorienne. Morris fut inspiré par les tapisseries médiévales et gothiques dans son travail.

## Galerie

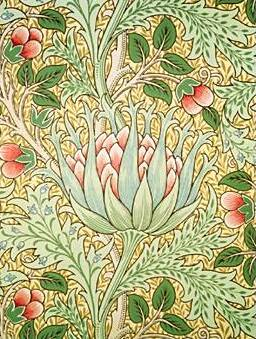
"Artichoke" Papier peint, par John Henry Dearle pour William Morris & Co., autour de 1897, (Victoria and Albert Museum)
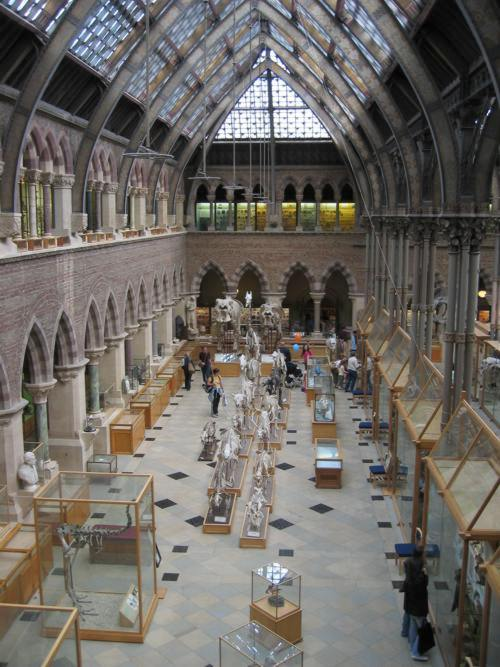
Intérieur du musée d’histoires naturelles de l’université d’Oxford
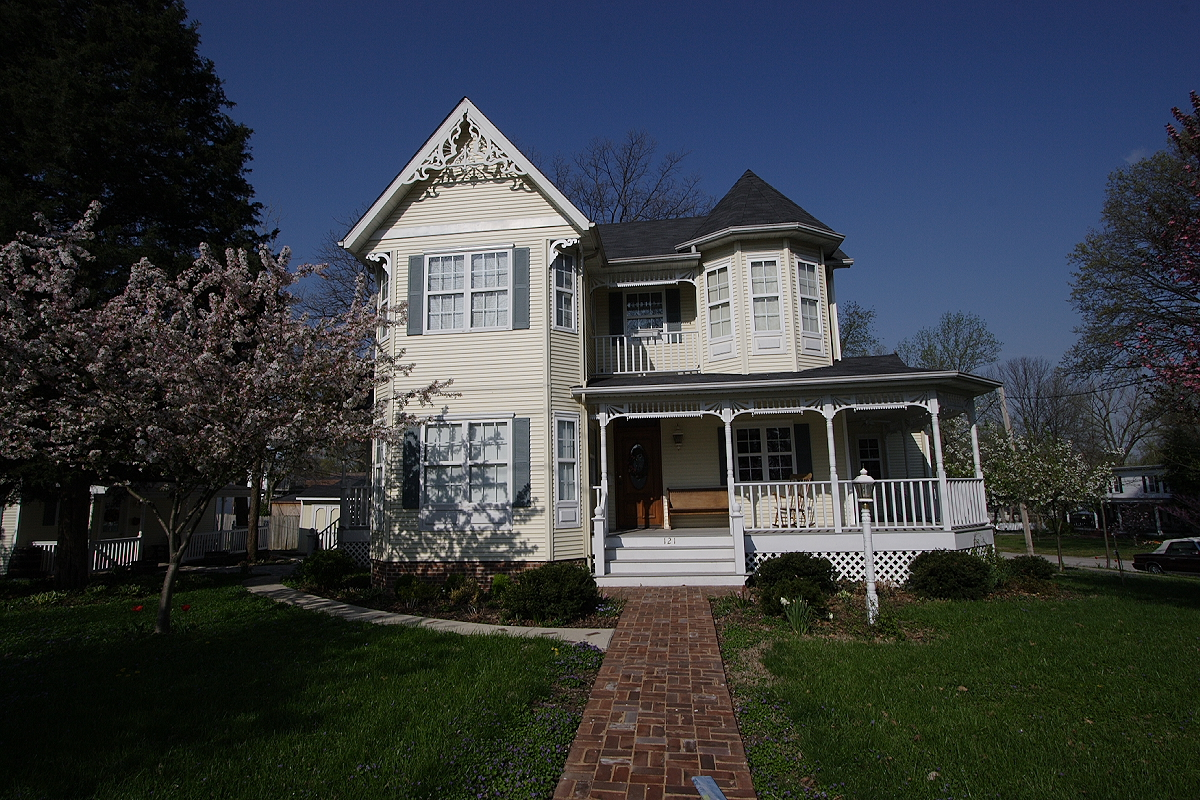
Maison de style Queen Anne